# Monción (ort)
Monción är en ort i Dominikanska republiken.   Den ligger i provinsen Santiago Rodríguez, i den centrala delen av landet, 160 km nordväst om huvudstaden Santo Domingo. Monción ligger 372 meter över havet och antalet invånare är 6 625.
Terrängen runt Monción är kuperad åt sydost, men åt nordväst är den platt. Runt Monción är det tätbefolkat, med 308 invånare per kvadratkilometer. Närmaste större samhälle är Mao, 17,5 km norr om Monción. I omgivningarna runt Monción växer huvudsakligen savannskog.